# Уитсанди
Уитсанди (также Витсандей от англ. Whitsunday) — тихоокеанский архипелаг в Коралловом море к северо-востоку от Квинсленда в Австралии. Выделяются в отдельный регион.

## География

Карта архипелага Уитсанди

Состоят из 74 островов, из которых населены семнадцать. Большинство островов имеют статус национального парка. В геологическом плане являются частью вулканической материковой гряды.  Сформировались в фанерозое ~132‑95 миллионов лет назад как крупная провинция кремнекислого вулканизма размерами >2500 x 200 км.
Архипелаг состоит из четырёх групп островов:

### Группа Витсандей
- Бирд (Bird Island)
- Блек (Black Island)
- Бордер (Border Island)
- Сид (Cid Island)
- Коури (Cowrie Island)
- Делорейн (Deloraine Island)
- Дент (Dent Island)
- Дамбэлл (Dumbell Island)
- Дангарра (Dungarra Island)
- Эск (Esk Island)
- Фитзалан (Fitzalan Island)
- Гамильтон (Hamilton Island)
- Гарольд (Harold Island)
- Хеислвуд (Haslewood Island)
- Хаиман (Hayman Island)
- Хеннинг (Henning Island)
- Хук (Hook Island)
- Иреби (Ireby Island)
- Лангфорд (Langford Island)
- Лонг (Long Island)
- Лаптон (Lupton Island)
- Николсон (Nicolson Island)
- Персеверанс (Perseverance Island)
- Плам Пуддинг (Plum Pudding Island)
- Тиг (Teague Island)
- Титан (Titan Island)
- Витсандей (Whitsunday Island)
- Вирреинбела (Wirrainbela Island)
- Воркингтон(Workington Island)

### Группа Линдеман
- Баинхем (Baynham Island)
- Корнстон (Cornston Island)
- Гаибирра (Gaibirra Island)
- Триангль (Triangle Island)
- Кеисер (Keyser Island)
- Линдеман (Lindeman Island)
- Литтль Линдеман (Little Lindeman Island)
- Махер (Maher Island)
- Манселль (Mansell Island)
- Пентекост (Pentecost Island)
- Сифорт (Seaforth Island)
- Шоу (Shaw Island)
- Томас (Thomas Island)
- Волскоу (Volskow Island)

### Группа Моллс
- Дейдрим (Daydream Island)
- Денман (Denman Island)
- Гоат (Goat Island)
- Плантон (Planton Island)
- Мид Молль (Mid Molle Island)
- Норт Молль (North Molle Island)
- Саут Молль (South Molle Island)

### Северная группа
- Армит (Armit Island)
- Дубл Коун (Double Cone Island)
- Эшелби (Eshelby Island)
- Глоусестер (Gloucester Island)
- Грасси (Grassy Island)
- Гамбрелль (Gumbrell Island)
- Олден (Olden Island)
- Раттрей (Rattray Island)
- Сейддлбэк (Saddleback Island)

### Климат
Климат тропический саванный. Средняя температура составляет 27,2 °C. Температура воды 20—24 °С круглый год. Среднее количество осадков 1792,4 мм в год, из которых 60 % приходятся на сезон дождей в период с января по март.

## Туризм
Острова Уитсанди в Австралии — одно из популярных мест среди любителей подводного плавания. Было зафиксировано 700 000 посетителей в период с марта 2008 по март 2009 года.